# Emisiones de México del año 1984
La Dirección General de Correos de México informó que en el año 1984 se realizaron 22 emisiones para un total de 33 estampillas y una hoja de recuerdo. Destaca lo siguiente:
- La sexta serie Fauna de México presenta dos estampillas, además de un bloque de dos estampillas más bandeleta.
- Para conmemorar los XXIII Juegos Olímpicos realizados en la ciudad de Los Ángeles, se presentan seis estampillas más una hoja de recuerdo.
- Para conmemorar el 50 Aniversario de Aeroméxico se emitieron dos estampillas.
- Se emitieron dos estampillas para conmemorar la designación de México como sede de la Copa Mundial de Fútbol 1986.

## Leyenda
- Imagen: Corresponde a una imagen editada de la estampilla indicada. La escala se corresponde entre las diferentes estampillas del presente documento.
- Descripción: Una breve descripción de la emisión citada. Para las series de dos o más estampillas la descripción se sigue con un signo de sangrado.
- Valor Facial: El valor de franqueo de la estampilla indicado.
- Fecha de Emisión: La fecha en que la estampilla salió a la venta.
- Tiraje: El número de unidades puestas a la venta. Se puede indicar también el número de planillas y cuántas unidades por cada una.

- HDR = Hoja de Recuerdo u Hoja Souvenir
- SPD = Sobre de primer día

- Autor: Nombre del creador o autor del diseño de la estampilla indicada.
- Sc-Num.: Se indica el número de catálogo Scott como referencia.

## Listado de Emisiones
| Estampillas Conmemorativas | |                                 |                         |           |                               |         |
| Imagen                     | Descripción                                                                                          | Valor facial en pesos mexicanos | Fecha de emisión (1984) | Tiraje    | Autor y/o diseñador           | Sc-Num. |
|                            | Centenario de la Promulgación del Primer Código Postal en México                                     | 12.00                           | 2 de enero              | 1,000,000 | Joana Bielschowsky de Aguirre | 1344    |
|                            | Campaña Mundial Contra la Polio - O.N.U. U.P.U.                                                      | 12.00                           | 7 de abril              | 1,000,000 | Joana Bielschowsky de Aguirre | 1345    |
|                            | Fauna de México (6a. serie) Aves Acuáticas: Pato real mexicano                                       | 12.00                           | 4 de mayo               | 1,000,000 | Armando Ruiz Oteo             | 1346    |
|                            | Fauna de México (6a. serie) Aves Acuáticas: Pato pijije o pato pichichile                            | 20.00                           | 4 de mayo               | 1,000,000 | Armando Ruiz Oteo             | 1347    |
|                            | Exposición Mundial Canina                                                                            | 12.00                           | 27 de mayo              | 1,000,000 | Ysmael Carmona López          | 1348    |
|                            | Centenario de la Fundación del Banco Nacional de México                                              | 12.00                           | 27 de mayo              | 1,000,000 | J. Castelltort                | 1349    |
|                            | Protección a los Recursos Forestales FAO-UPU                                                         | 20.00                           | 7 de julio              | 1,000,000 | Joana Bielschowsky de Aguirre | 1350    |
|                            | XXIII Juegos Olímpicos, Los Ángeles 1984 Lanzamiento de Disco                                        | 14.00                           | 28 de julio             | 1,000,000 | Jorge Canales                 | 1351    |
|                            | XXIII Juegos Olímpicos, Los Ángeles 1984 Equitación                                                  | 20.00                           | 28 de julio             | 1,000,000 | Jorge Canales                 | 1352    |
|                            | XXIII Juegos Olímpicos, Los Ángeles 1984 Gimnasia Artística                                          | 23.00                           | 28 de julio             | 1,000,000 | Jorge Canales                 | 1353    |
|                            | XXIII Juegos Olímpicos, Los Ángeles 1984 Clavados                                                    | 24.00                           | 28 de julio             | 1,000,000 | Jorge Canales                 | 1354    |
|                            | XXIII Juegos Olímpicos, Los Ángeles 1984 Boxeo                                                       | 25.00                           | 28 de julio             | 1,000,000 | Jorge Canales                 | 1355    |
|                            | XXIII Juegos Olímpicos, Los Ángeles 1984 Esgrima                                                     | 26.00                           | 28 de julio             | 1,000,000 | Jorge Canales                 | 1356    |
|                            | XXIII Juegos Olímpicos, Los Ángeles 1984 Aros. Hoja de recuerdo                                      | 40.00                           | 28 de julio             | 300,000   | Jorge Canales                 | 1357    |
|                            | LX Aniversario de las Relaciones Diplomáticas México-URSS                                            | 23.00                           | 4 de agosto             | 1,000,000 | Álvarez y Trejo               | 1358    |
|                            | Conferencia Internacional de Población                                                               | 20.00                           | 6 de agosto             | 1,000,000 | T.I.E.V                       | 1359    |
|                            | 50o. Aniversario de la Fundación del Fondo de Cultura Económica                                      | 14.00                           | 3 de septiembre         | 1,000,000 | R.L.C.                        | 1360    |
|                            | Centenario del Natalicio del General Francisco J. Múgica Velázquez                                   | 14.00                           | 3 de septiembre         | 1,000,000 | T.I.E.V.                      | 1361    |
|                            | 50o. Aniversario de la Fundación de la Línea Aérea Aeroméxico: Escultura "Cactus Rojo", de Sebastián | 14.00                           | 14 de septiembre        | 1,000,000 | Sebastián                     | 1362    |
|                            | 50o. Aniversario de la Fundación de la Línea Aérea Aeroméxico: Logotipo de la Empresa                | 20.00                           | 14 de septiembre        | 1,000,000 | Mario Domínguez P.            | 1363    |
|                            | 50o. Aniversario del Palacio de Bellas Artes                                                         | 14.00                           | 29 de septiembre        | 1,000,000 | Peggy Espinosa                | 1364    |
|                            | 275o. Aniversario de la Fundación de la Ciudad de Chihuahua                                          | 14.00                           | 12 de octubre           | 1,000,000 | Enrique Amaya N.              | 1365    |
|                            | Inauguración del Puente Río Coatzacoalcos, Veracruz.                                                 | 14.00                           | 12 de octubre           | 1,000,000 | T.I.E.V.                      | 1366    |
|                            | Semana del Desarme ONU                                                                               | 20.00                           | 24 de octubre           | 1,000,000 | De Esesarte - Escalante       | 1367    |
|                            | Motivo navideño: dibujo infantil de un tren de juguete y un árbol navideño                           | 14.00                           | 31 de octubre           | 2,000,000 | Luis Francisco Rodríguez Lima | 1368    |
|                            | Motivo navideño: dibujo infantil de niños rompiendo una piñata                                       | 20.00                           | 31 de octubre           | 1,000,000 | Ismael Domínguez Manzano      | 1369    |
|                            | 150o. Aniversario del Natalicio de Ignacio Manuel Altamirano                                         | 14.00                           | 13 de noviembre         | 1,000,000 | T.I.E.V.                      | 1370    |
|                            | Reestructuración y Sistematización de la Contaduría Mayor de Hacienda de la H. Cámara de Diputados   | 14.00                           | 16 de noviembre         | 1,000,000 | J. Castelltort                | 1371    |
|                            | México, Sede de la Copa Mundial de Fútbol 1986: Medio balón sobre fondo de colores nacionales        | 20.00                           | 19 de noviembre         | 1,000,000 | Carlos Sánchez G.             | 1372    |
|                            | México, Sede de la Copa Mundial de Fútbol 1986: Balón completo sobre fondo de colores nacionales     | 24.00                           | 19 de noviembre         | 1,000,000 | Carlos Sánchez G.             | 1373    |
|                            | Primer Centenario del Natalicio de Rómulo Gallegos                                                   | 24.00                           | 19 de noviembre         | 1,000,000 | Carlos Sánchez G.             | 1374    |
|                            | 125 Aniversario de la Creación del Registro Civil                                                    | 24.00                           | 19 de noviembre         | 1,000,000 | Carlos Sánchez G.             | 1375    |